# Isochromodes ferruginea
Isochromodes ferruginea là một loài bướm đêm trong họ Geometridae.